# Perfusionista

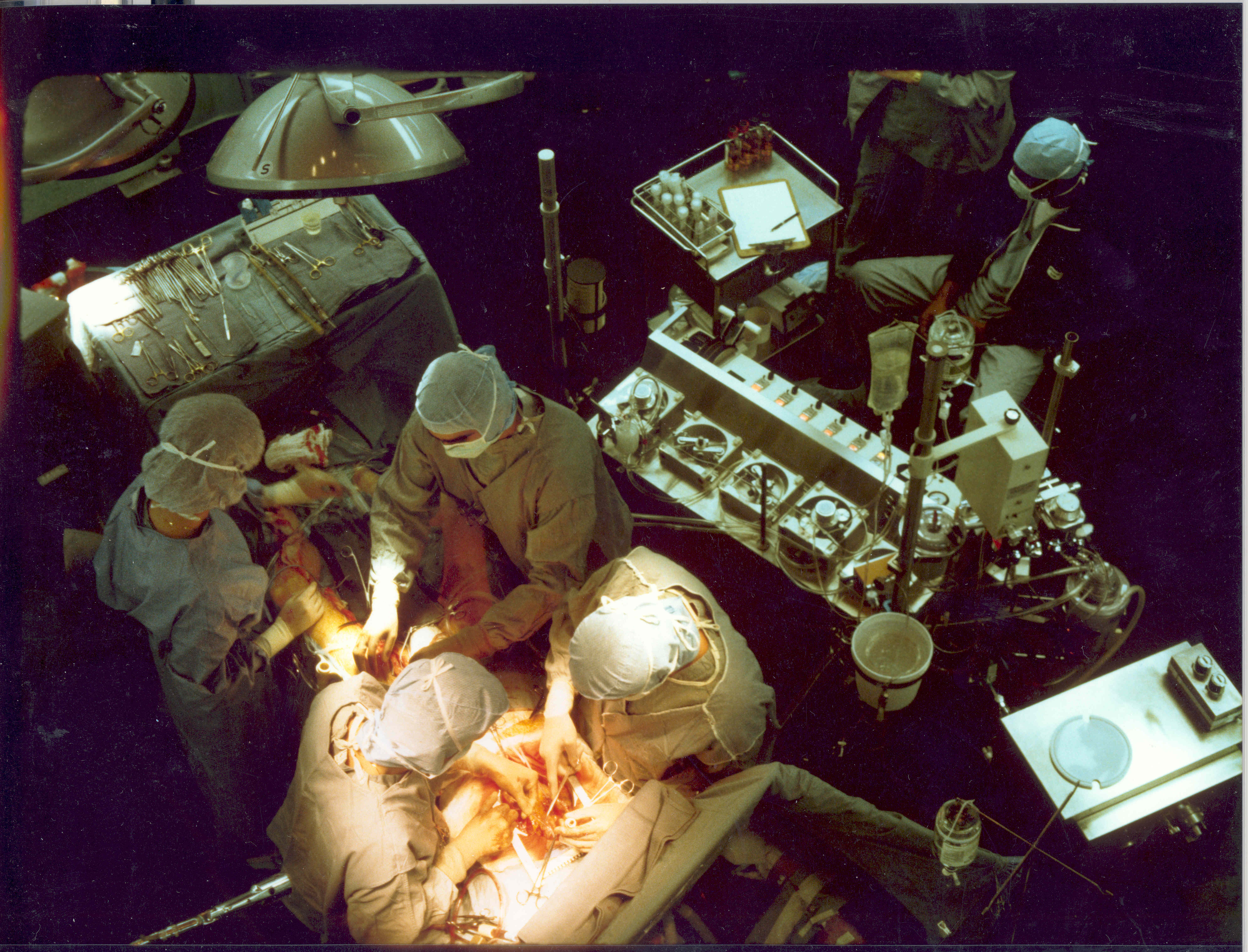
Un perfusionista davanti alla macchina cuore-polmone (in alto a destra) durante un intervento di bypass coronarico

Il perfusionista è un componente di un'équipe medico-chirurgica.

## Descrizione

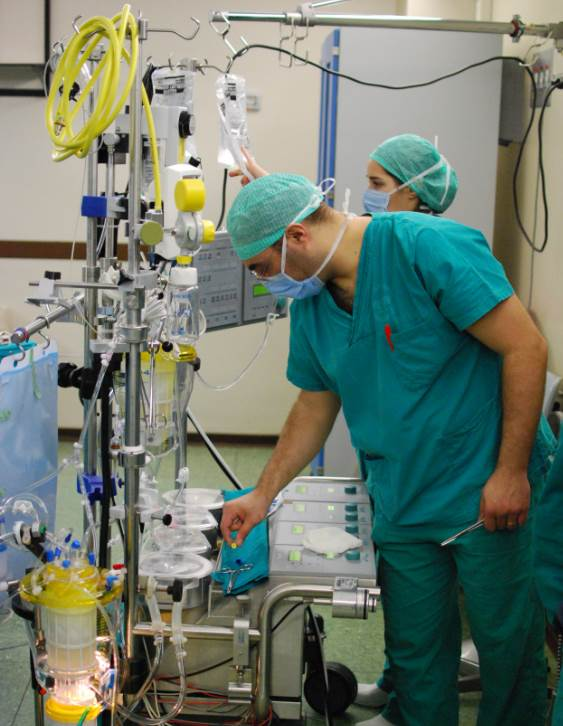
Perfusionista

Questa figura professionale è presente soprattutto nella cardiochirurgia, nella chirurgia dei trapianti e, anche se in misura minore, in oncologia.
Il perfusionista è addetto all'uso e alla gestione della macchina cuore-polmone nelle metodiche di circolazione extracorporea. Grazie a questa macchina è possibile fermare il cuore e "isolarlo" insieme ai polmoni (viene di fatto esclusa la piccola circolazione), per permettere al chirurgo di effettuare interventi a cuore aperto (per esempio, le sostituzioni valvolari) con cuore fermo ed esangue.
Durante l'intervento il perfusionista ha il compito di mantenere i valori ematici del paziente quanto più fisiologici possibile, garantendo l'ossigenazione del sangue, i normali valori di pH ematico (i quali altrimenti tenderebbero a modificarsi in maniera importante per via delle metodiche utilizzate), la perfusione sistemica, una corretta pressione arteriosa e la protezione miocardica.
Dal 2004 i perfusionisti sono laureati in tecniche della fisiopatologia cardiocircolatoria e perfusione cardiovascolare, il che amplia le loro mansioni professionali. Possono operare non più solo nell'ambito della cardiochirurgia, ma anche dell'emodinamica, elettrofisiologia, ecocardiografia, dialisi e di altri settori sanitari sempre correlati alla cura o alla diagnostica di patologie a livello cardiovascolare.
| Controllo di autorità | LCCN (EN) sh98007334 · J9U (EN, HE) 987007551728005171 |